# Pinalia stricta
Pinalia stricta är en orkidéart som först beskrevs av John Lindley, och fick sitt nu gällande namn av Carl Ernst Otto Kuntze. Pinalia stricta ingår i släktet Pinalia och familjen orkidéer. Inga underarter finns listade i Catalogue of Life.

## Bildgalleri

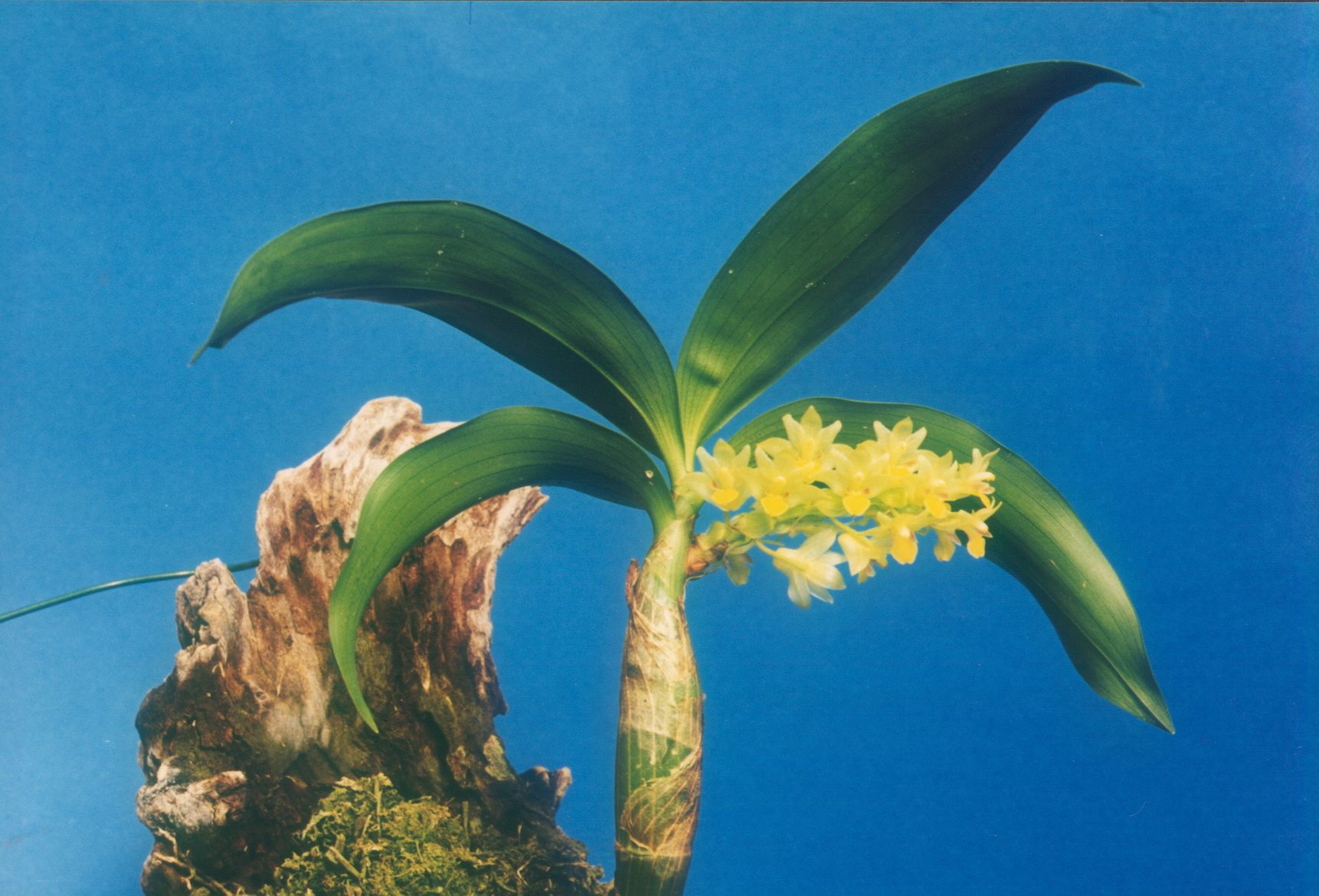
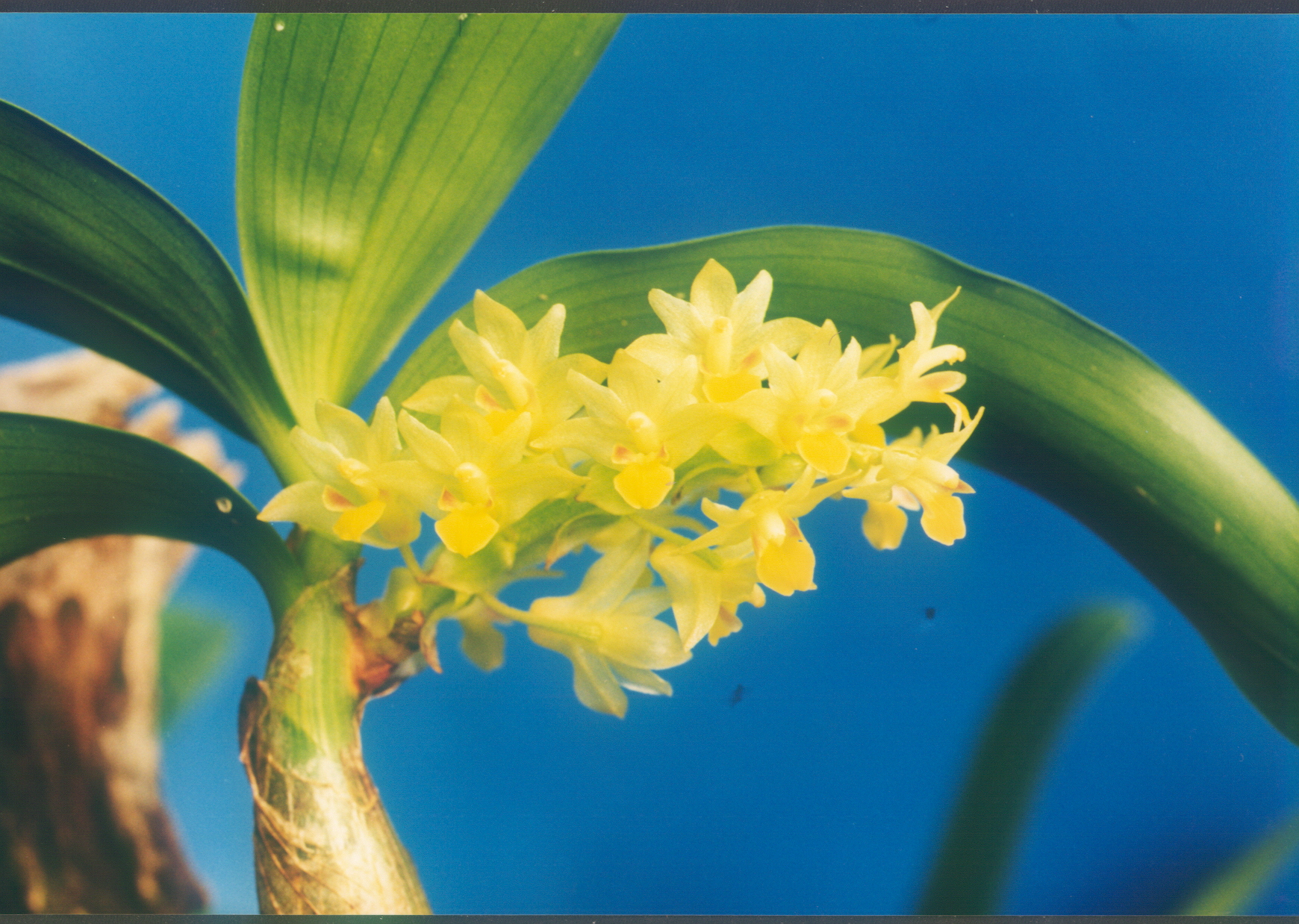
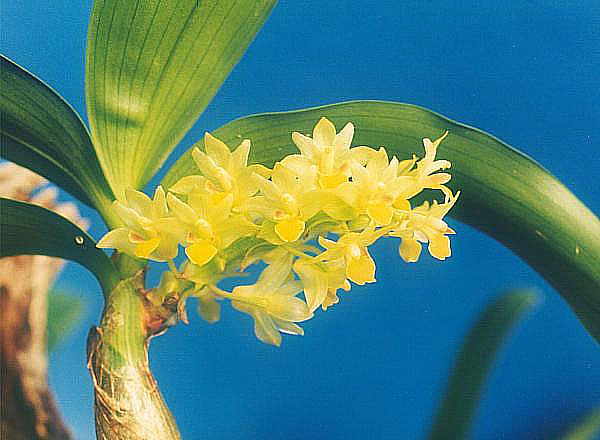
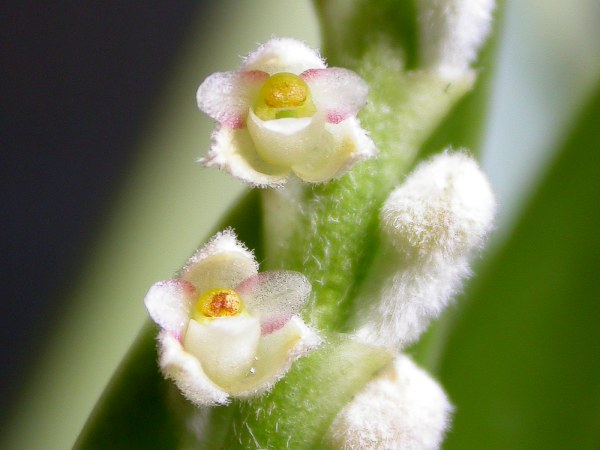